# Kurt Gustav Wilckens
Kurt Gustav Wilckens (Bad Bramstedt, Imperio alemán, 3 de noviembre de 1886 - Buenos Aires, Argentina, 16 de junio de 1923) fue un militante anarquista alemán, conocido en Argentina por haber vengado la represión de la Patagonia rebelde con el asesinato del teniente coronel Héctor Benigno Varela.

## Biografía
Hijo de August Wilckens y Johanna Harms, nació el 3 de noviembre de 1886 en la villa de Bad Bramstedt. Estudió jardinería, ingresando en 1906 al servicio militar en la primera compañía del Garde-Schutzen-Bataillons prusiano.

### En Estados Unidos
En 1910 viajó a los Estados Unidos para perfeccionarse en su oficio y entró en contacto con las ideas libertarias. En este país tuvo su primer conflicto con los organismos represivos. Trabajando en una fábrica de escabeche y conservas de pescado que producía dos tipos de productos: una primera marca de buena calidad y una segunda de menor calidad. La mejor iba a barrios de la burguesía y la segunda a los barrios obreros. Kurt convenció a sus compañeros de proceder de manera inversa y enviar la mejor calidad a los obreros. Fue descubierto y expulsado de la fábrica. Tras participar en una serie de huelgas en su posterior trabajo en las minas de carbón, fue deportado a su país natal el 27 de marzo de 1920.

### En Argentina
Al enterarse del fuerte movimiento obrero libertario argentino, el 29 de septiembre de 1920 llegó a Buenos Aires. Allí trabajó como corresponsal de dos periódicos alemanes, el Alarm de Hamburgo, de la Federación Libertaria Anarquista y las Comunidades Libertarias de trabajadores de Alemania; y Der Syndikalist de Berlín, correspondiente a la Freie Arbeiter-Union Deutschlands (Unión de Trabajadores Libertarios de Alemania).
En Argentina trabajó en las chacras frutales de Cipolletti (en la provincia de Río Negro). Después trabajó como estibador, y tomó contacto con los trabajadores rurales y sus organizaciones obreras. Wilckens, ante los hechos de los trabajadores fusilados en la Patagonia, se convenció de que estos merecían justicia y la idea de la justicia proletaria se arraigó en su mente.

### Asesinato del teniente coronel Varela
La formación de Wilckens era tolstoiana y pacifista, y era vegetariano; igualmente comprendía a los compañeros más violentos, que no podían soportar la violencia de los patrones y gobiernos. Wilckens no tenía idea de cómo se fabricaba una bomba. Según Osvaldo Bayer, habría sido Andrés Vázquez Paredes ―vinculado a los grupos expropiadores― quien le proporcionó la bomba.
El 27 de enero de 1923, el teniente coronel Héctor Benigno Varela salió de su casa alrededor de las 7 de la mañana. Diecisiete heridas, trece producidas por la bomba y cuatro balazos (cifra con la que Varela solía ordenar que asesinaran a sus víctimas), son las que Wilckens inflige a Varela.
El alemán también resultó herido al cubrir a María Antonia Pelazzo, de 10 años de edad, quien se cruzó imprevistamente entre ambos. Las heridas lo obligaron a permanecer en el lugar hasta que la policía llegó y lo detuvo. En una carta del día 21 de mayo de 1923, Wilckens escribió sus razones de lo acaecido:

No fue venganza; yo no vi en Varela al insignificante oficial. No, él era todo en la Patagonia: gobierno, juez, verdugo y sepulturero. Intenté herir en él al ídolo desnudo de un sistema criminal. ¡Pero la venganza es indigna de un anarquista! El mañana, nuestro mañana, no afirma rencillas, ni crímenes, ni mentiras; afirma vida, amor, ciencias; trabajemos para apresurar ese día.
Kurt Gustav Wilckens

## Asesinado en la cárcel

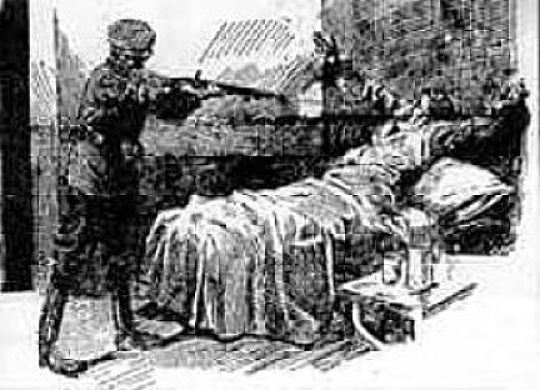
El asesinato de Wilckens por Ernesto Pérez Millán, según la ilustración del diario porteño Crítica.

Cinco meses después del asesinato, el 16 de junio de 1923, Ernesto Pérez Millán Témperley ―miembro de la Liga Patriótica Argentina, pariente de Varela y voluntario en la primera excursión de Varela a Santa Cruz en febrero de 1921― fue dejado ingresar (armado con un fusil) en la prisión donde se encontraba confinado Kurt Wilckens y lo mató a tiros.

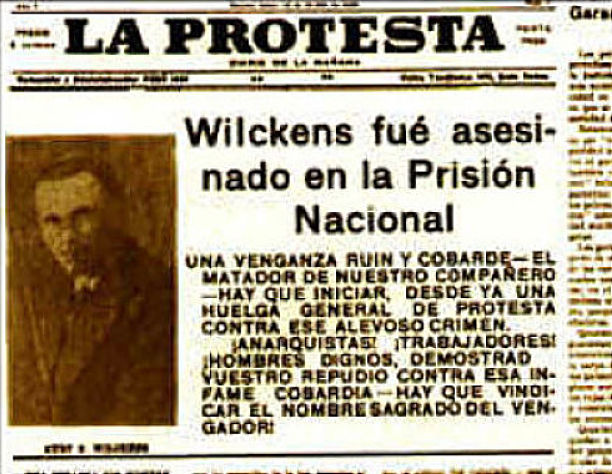
Titular del 16 de junio de 1923 del diario La Protesta, sobre el asesinato de Kurt Wilckens

Dos años más tarde, el 9 de noviembre de 1925, Pérez Millán Temperley murió después de una agresión producida por otro interno, Esteban Lucich, que actuó siguiendo las directivas del anarquista ruso Boris Wladimirovich.

## Música
La banda argentina Fun People editó en 1999 el disco The Art(e) of Romance en el cual aparecen múltiples referencias a Wilckens. Desde su retrato en la tapa del disco, hasta en algunas letras. También aparece la cita en la cual explica las razones del ataque a Varela.
En el disco Tangos libertarios de 2014, el Quinteto Negro la Boca homenajea a Wilckens con "Vengador".